# Файруз ад-Дайлями
Абу ад-Даххак Файруз ад-Дайлями (перс. فیروز دیلمی‎) — персидский полководец, который был на службе у исламского пророка Мухаммеда и Праведных халифов Абу Бакра (прав. 632—634) и Усмана (прав. 644—656). Участвовал в первых арабских завоеваниях Йемена.

## Биография
Его полное имя: Абу ад-Даххак (Абу Абдуллах, Абу Абдуррахман) Файруз (Фируз) ад-Дайлями аль-Химьяри. Он принадлежал к потомкам (абна) персов, посланных Хосровом I в Йемен, для его завоевания и изгнания абиссинцев. Входил в состав делегации, прибывшей в Медину из Йемена 631 году. После принятия ислама он развёлся с одной из двух жён, так как они были сёстрами.
Аль-Асвад аль-Анси провозгласил себя пророком в Йемене, приступил к вторжению в Наджран и большую часть Йемена. После того, как аль-Асвад напал на Сану пророк Мухаммед отправил Файруза против него. В связи с этим в «Истории пророков и царей» ат-Табари сообщается, что Мухаммед сказал: «Он был убит добродетельным человеком Файрузом ибн ад-Дайлями».
Файруз умер в Иерусалиме или Йемене в 673 году. Также сообщается, что он умер во время правления Усмана ибн Аффана (прав. 644—656). Его сыновья ад-Даххак, Абдуллах, Саид и другие передавали от него хадисы. Мухаддис и историк Ширауейх ибн Шахрадар ад-Дайлями является его потомком..